# Фрахтування
Фрахтування — угода про наймання судна для виконання рейсу чи ряду рейсів або на обумовлений період часу.
За договором фрахтівник (одна зі сторін договору фрахтування, яка бере на себе зобов'язання здійснити перевезення вантажів морським чи авіаційним транспортом за відповідну, зазначену угодою винагороду у порт призначення на умовах надання для цього всього судна, його частини або окремих приміщень) зобов'язується надати фрахтувальникові (друга сторона договору фрахтування, яка пропонує для перевезення морським чи авіаційним транспортом вантаж або пасажирів і бере на себе зобов'язання про сплату відповідних витрат) за плату всю або частину місткості в одному чи кількох транспортних засобах на один або кілька рейсів для перевезення вантажу, пасажирів, багажу, пошти або з іншою метою, якщо це не суперечить закону та іншим нормативно-правовим актам.
Відповідно до статті 203 Кодексу торговельного мореплавства України за договором фрахтування судна на певний час судновласник зобов'язується за обумовлену плату (фрахт) надати судно фрахтувальнику для перевезення пасажирів, вантажів та для інших цілей торговельного мореплавства на певний час.
Відповідно до статті 61 Повітряного кодексу України фрахтове повітряне перевезення виконується на підставі договору фрахтування (фрахтування повітряного судна), за яким одна сторона (фрахтівник) зобов'язується надати іншій стороні (фрахтувальнику) за плату всю місткість одного чи кількох повітряних суден на один або кілька рейсів для повітряного перевезення пасажирів, багажу, вантажу і пошти або з іншою метою, якщо це не суперечить чинному законодавству України.

## Види фрахтування
Розрізняють наступні види фрахтування:
1. Фрахтування на один рейс — це вид фрахтування, за яким судновласник одним рейсом перевозить вантаж з одного чи кількох портів відправлення в один чи кілька портів призначення.
2. Фрахтування на послідовні рейси — це вид фрахтування, який використовується під час перевезень великої кількості однорідного вантажу в одному і тому ж напрямку кількома послідовними рейсами.
3. Фрахтування за генеральним контрактом — це вид фрахтування, за яким судновласник зобов'язується протягом конкретного періоду часу перевезти певну кількість товару.
4. Фрахтування на умовах тайм-чартеру — договір про оренду судна, коли все судно чи його частина надаються на конкретний час у розпорядження фрахтувальника для перевезення вантажів у будь-яких напрямках. Судновласник зобов'язаний тільки утримувати судно у справному стані та сплачувати платню екіпажу. Фрахтувальник бере на себе всі інші витрати (паливо, портові збори) і сплачує орендну плату судновласнику. При фрахтуванні судна за тайм-чартером судновласник зобов'язаний, крім того, спорядити і укомплектувати судно екіпажем, а також підтримувати судно протягом терміну тайм-чартеру в морехідному стані, сплачувати його страхування і утримання суднового екіпажу. У разі фрахтування судна за тайм-чартером капітан та інші члени екіпажу підпорядковуються розпорядженням фрахтувальника щодо експлуатації судна, за винятком розпоряджень щодо судноводіння, внутрішнього розпорядку на судні та складу екіпажу.
5. Фрахтування на умовах димайз-чартеру; — це договір про оренду судна, коли судновласник передає його фрахтувальнику на визначений термін разом із командою, члени якої стають працівниками наймача, котрий бере на себе усі витрати з експлуатації судна, у тому числі зарплату екіпажу й орендну плату судновласнику.
6. Фрахтування на умовах бербоут-чартеру. — це оренда судна без екіпажу. Фрахтувальник бере на себе усі витрати на його використання і виплачує орендну плату судновласнику. Цей вид фрахтування суден широко застосовується під час придбання суден на виплат. У такому разі договір оренди є також договором купівлі-продажу. Після завершення розрахунків фрахтувальник стає власником судна.

## Договір фрахтування
Багатовікова практика торговельного мореплавання привела до створення типових договорів перевезення — договорів фрахтування. Договір фрахтування судна на певний час повинен бути укладений у письмовій формі. Наявність та зміст договору фрахтування судна на певний час можуть бути доведені виключно письмовими доказами.
Порядок укладення договору фрахтування, а також форма цього договору встановлюються транспортними кодексами (статутами).
У договорі фрахтування зазначаються такі основні пункти:
- час і місце укладення договору;
- повне юридичне найменування сторін;
- назва й опис судна, його технічні та експлуатаційні дані (вантажопідйомність, вантажомісткість, швидкість тощо);
- право заміни спочатку зазначеного терміну;
- рід вантажу;
- місце навантаження і розвантаження;
- умови навантаження і розвантаження, у тому числі умови оплати демереджу — грошового відшкодування, що сплачується фрахтувальником судновласнику за простій судна під навантажувальними роботами понад установлений у чартері термін, і диспачу — відшкодування, яке виплачується судновласником фрахтувальнику за дострокове завершення вантажних робіт і звільнення судна;
- порядок оплати фрахту (плата судновласникам за користування судном за певний час або плата за завантаження, перевезення і розвантаження товарних вантажів);
- термін подання судна, включаючи канцелінг — кінцевий термін подання судна під навантаження, при недотриманні якого фрахтувальник має право розірвати чартер;
- інші умови (льодове застереження, застереження за обставин непереборної сили тощо).

## Умови договору фрахтування
Фрахтувальник може в межах прав, що надаються йому за договором фрахтування судна на певний час, укласти від свого імені самостійний договір фрахтування судна з третьою особою. Укладання такого договору не звільняє фрахтувальника від виконання договору, укладеного ним з судновласником. Судновласник зобов'язаний передати судно фрахтувальнику в стані, придатному для використання його з метою, передбаченою договором фрахтування судна на певний час.
Фрахтувальник зобов'язаний здійснювати експлуатацію судна відповідно до умов фрахтування, визначених договором фрахтування судна на певний час.
Якщо судно зафрахтоване для перевезення вантажів, фрахтувальник має право від свого імені укладати договори перевезення вантажів, видавати коносаменти та інші перевізні документи. Він несе відповідальність за зобов'язаннями, що випливають з цих документів, зокрема з коносаментів або інших перевізних документів.
Фрахтувальник відповідає за збитки, викликані рятуванням, пошкодженням або загибеллю судна, якщо збитки сталися з його вини. У разі загибелі судна фрахт підлягає сплаті по день загибелі судна, а якщо цей день встановити неможливо — по день отримання останньої звістки про нього.
Винагорода, належна зафрахтованому за тайм-чартером судну за врятування на морі, що мало місце до закінчення дії тайм-чартеру, розподіляється рівними частками між судновласником і фрахтувальником за вирахуванням сум, належних для відшкодування понесених судном збитків, і частки, належної судновому екіпажу. Винагорода, належна зафрахтованому без екіпажу судну за врятування на морі під час дії договору чартеру (фрахтування) судна на певний час, належить фрахтувальнику.

## Фрахтова біржа
Уся інформація про попит на тоннаж та його пропозицію, про рівень фрахтових ставок, про умови угод фрахтування тощо концентрується на фрахтовій біржі.
Фрахтова біржа (англ. Freight exchange) є місцем обміну інформації про транспортні пропозиції. Головними користувачами біржі є перевізники і експедитори, які шукають вільний вантаж і вантажні поверхні.
Фрахтова біржа дозволяє здійснити швидку організацію транспорту. Тут концентрується інформація про:
- попит і пропозицію на тоннаж;
- рівень фрахтових ставок;
- умови договору фрахтування.

Саме на фрахтовій біржі формуються фрахтові тарифи (офіційно визначена система цін на транспортні морські або повітряні перевезення) та фрахтові ставки (ціни морського перевезення вантажів, пасажирів).
Фрахтові ставки включають витрати на транспортування продукції і середній прибуток. Вони установлюється на певний період залежно від виду фрахту, терміну його дії і кількості рейсів. Грошова сума, що виплачується фрахтувальником фрахтівникові за перевезення вантажу судном, визначається розміром фрахтової ставки. Фрахтові ставки визначаються залежно від ринкової кон'юнктури і встановлюються безпосередньо судновласником. Загальне уявлення про середній рівень фрахтових ставок можна дістати зтаких англомовних видань, як «Lioyd-s List», «Lioyd's Shipping Economist», «International Transport Journal».

## Коротка історія фрахтових бірж
Найбільший міжнародний фрахтовий центр знаходиться в Лондоні. Досить могутні фрахтові біржі знаходяться в Гамбурзі, Генуї, Токіо, Нью-Йорку, Гонконгу. На світовому фрахтовому ринку велика частина операцій здійснюється на фрахтових біржах .
Довгий час для океанського тоннажу центральним фрахтовим ринком був Лондон — з це відповідало домінуючій ролі англійського торговельного флоту в світовому судноплавстві. Котирування Лондонської біржі були вирішальними для останніх місцевих фрахтових ринків.
З кінця 20-х — початку 30-х рр. ХХ ст. зростання комерційних флотів США, Норвегії, Греції, Японії, Німеччини, Італії і ін. країн привело до посилення ролі національного фрахтових ринків цих країн і до звільнення їх від монополії Лондона. В середині 70-х рр. посилилася роль національного фрахтового ринку, особливо в Осло (Норвегія), де здійснюється багато операцій на наливні судна, в Нью-Йорку — для фрахтування суден по перевезенню вугілля і зерна і т. ін. Проте значення Лондонської фрахтової біржі як і раніше велике.

## Фрахтовий ринок
Система фрахтових бірж утворює фрахтовий ринок (англ. Freight market)
Фрахтовий ринок — специфічний ринок транспортних послуг, морських і повітряних пасажирських і товарних перевезень з наданням відповідних послуг фізичним і юридичним особам — суб'єктам підприємницьких відносин. Характеризується співвідношенням пропозиції морської чи авіаційної інфраструктури (обсягів імовірних перевезень) і пред'явленого попиту на загальні обсяги товарних і пасажирських перевезень та інші супутні і додаткові послуги.

## Список використаних джерел
1. 1 2  Кодекс торговельного мореплавства [Електронний ресурс] — http://zakon1.rada.gov.ua/laws/show/176/95-вр
2. ↑  Повітряний кодекс України [Електронний ресурс] — http://zakon2.rada.gov.ua/laws/show/3393-17
3. 1 2  Рум'янцев А. П., Рум'янцева Н. С. Зовнішньоекономічна діяльність: Навчальний посібник. — К.: ЦУЛ, 2004. — 377 с.
4. ↑  Управління зовнішньоекономічною діяльністю: Навч. посібник: 2-ге вид., випр. і доп. / За заг. ред. А. І. Кредісова. — К.: ВІРА-Р, 2002. — 552 с.